# Los Rodríguez, Veracruz
Los Rodríguez är en ort i Mexiko.   Den ligger i kommunen Ixhuacán de los Reyes och delstaten Veracruz, i den sydöstra delen av landet, 210 km öster om huvudstaden Mexico City. Los Rodríguez ligger 2 489 meter över havet och antalet invånare är 161.
Terrängen runt Los Rodríguez är huvudsakligen kuperad, men norrut är den bergig. Runt Los Rodríguez är det ganska tätbefolkat, med 166 invånare per kvadratkilometer. Närmaste större samhälle är Coatepec, 19,4 km öster om Los Rodríguez. Omgivningarna runt Los Rodríguez är en mosaik av jordbruksmark och naturlig växtlighet.